# 愛國者陣線
愛國者陣線（英語：Patriot Front）是一個美國白人民族主義、恐同和新納粹主義的仇恨組織。作為美國另類右翼運動的一部分，該組織在2017年團結右翼集會之後首次獲得全國關注，其後與同是新納粹組織的「美國先鋒」分道揚鑣，獨自運作。該團體以保持美國美學文化、愛國主義和其他廣泛接受的美國傳統價值觀來宣傳其意識形態。根據反誹謗聯盟的數據，該組織2021年在美國各地製造了3,992 起事件種族主義、反猶太主義和其他仇恨事件。